# Aegus laticollis
Aegus laticollis là một loài bọ cánh cứng trong họ Lucanidae. Loài này được Arrow mô tả khoa học năm 1943.